# Данијела Репман
Данијела Репман (Сомбор, 5. август 1976) је српска књижевница која живи и ствара у Сомбору.

## Биографија
Основне студије завршила је на Педагошком факултету у Сомбору, а мастер студије компаративне књижевности на Филозофском факултету у Новом Саду.
Објавила је књиге поезије: Цикличности (1997), Место за савршен бег (2015), Шећер, лед и варикина (2021), као и две књиге прозе: Трагом расутих тренутака (2014) и Квадратно дисање (2019) и роман Столица без наслона (2024).
Награђивана је на регионалним конкурсима за поезију и кратку причу. Била је финалиста на 14. Фестивалу европске кратке приче, Загреб-Ријека 2015. и Вранац – најбоља кратка прича 2016. Књига кратких прича Квадратно дисање награђена је на конкурсу Трећег трга и Београдског фестивала поезије и књиге 2018, а у Мађарској је преведена и објављена 2022. године. На регионалном конкурсу Марија Јурић Загорка 2024. године освојила је прву награду за најбољу кратку причу. На регионалном конкурсу Бибер 2024. године освојила је 3. награду.
Учествовала је на Фестивалу Поезија вином обојена 2024. године у организацији Удружење грађана ИНФОРМА, Сомбор и Градске библиотеке Карло Бијелицки, Сомбор и освојила 2. награду за песму Уочи поласка.
Чланица је Српског књижевног друштва.
Чланица жирија за књижевну награду Голуб, Градске библиотеке "Карло Бијелицки" у Сомбору.
Била је сарадница часописа Авангард.
Часописи у којима је објављивала: Београдски књижевни часопис, Домети, Максим, Кораци, Сент, Аванград, Градина, Буктиња, Свитак, Луча, Свеске, Српске недељне новине, Трећи Трг. У преводу на мађарски језик у часопису Marosvidek.
Интернет портали:  Човјек-Часопис, Поетум, Прозаонлине, Booke.hr.

## Награде
- 1994 - 3. награда на XXII Лимским вечерима поезије
- 2015 - финале 14. фестивала Еуропске кратке приче Загреб-Ријека
- 2015 - 2. награда за најбољу кратку причу "Милован Видаковић"
- 2016 - финале Најбоља кратка прича Вранац
- 2018 - награда Београдског фестивала поезије и књиге
- 2024 - 1. награда на регионалном конкурсу за најбољу горку причу Марија Јурић Загорка у Врбовцу
- 2024 - 2. награда на конкурсу Поезија вином обојена
- 2024 - 3. награда на регионалном конкурсу Бибер

## Одабрана дела
- Цикличности (1997)
- Место за савршен бег (2015)
- Шећер, лед и варикина (2021)
- Трагом расутих тренутака (2014)
- Квадратно дисање (2019)
- Столица без наслона (2024)